# NGC 1957
NGC 1957 este o galaxie eliptică situată în constelația Iepurele. A fost descoperită în 11 decembrie 1885 de către Francis Leavenworth. Se află la o distanță de 44,98 de megaparseci de Pământ.